# Liste von Kraftwerken in Italien
Die Kraftwerke in Italien werden sowohl auf einer Karte als auch in Tabellen (mit Kennzahlen) dargestellt. Die Liste ist nicht vollständig.

## Installierte Leistung und Jahreserzeugung
Laut CIA verfügte Italien im Jahr 2020 über eine (geschätzte) installierte Leistung von 121,442 GW; der Stromverbrauch lag bei 286,375 Mrd. kWh. Der Elektrifizierungsgrad lag 2021 bei 100 %. Italien war 2020 ein Nettoimporteur von Elektrizität; es exportierte 7,587 Mrd. kWh und importierte 39,787 Mrd. kWh.
Laut der Energy Information Administration (EIA) stieg die installierte Leistung von 46 GW im Jahr 1980 auf 121 GW im Jahr 2021; die Jahreserzeugung stieg von 175 Mrd. kWh im Jahr 1980 auf 274 Mrd. kWh im Jahr 2021.
Installierte Leistung (in GW). Quelle: EIA
Jahreserzeugung (in Mrd. kWh). Quelle: EIA

## Karte
| Alessandro.Volta |

| Anapo |

| Aprilia |

| Ber.Tur.Lod. |

| Brindisi.Eni. |

| Brindisi.A2A |

| Capriati |

| Cassano.d’Adda |

| Chivasso |

| Presenzano |

| Edolo |

| Entracque |

| Federico II |

| Ferrara |

| Ferr. |

| Fiume Santo |

| Fusina |

| Gissi |

| La Cas. |

| La Spezia |

| Larderello |

| Livorno.Ferraris |

| Modugno |

| Monfalcone |

| Ostiglia |

| Piacenza |

| Priolo Gargallo |

| Ravenna |

| Rizziconi |

| Roncovalgrande |

| Rossano |

| San Fiorano |

| Scandale |

| Sermide |

| Simeri Crichi |

| Sparanise |

| Sulcis |

| Tavazz |

| Termoli |

| Torrevaldaliga.Nord |

| Torrevaldaliga.Süd |

| Turbigo |

| Vado Ligure |

## Geothermiekraftwerke
Mit dem Bau des geothermischen Kraftwerks Larderello 1904 war Italien weltweit Pionier in der geothermischen Elektrizitätsgewinnung. 2010 waren in Italien Geothermiekraftwerke mit einer installierten Leistung von 843 MW in Betrieb. Ihre Jahreserzeugung lag bei 5,52 Mrd. kWh. 2016 war die installierte Leistung auf 815 MW angestiegen, dabei wurden aber wegen fehlender Ressourcen nur 6 % der zur Verfügung stehenden geothermischen Energie genutzt.
| Name des Kraftwerks | Inst. Leistung (MW) | Status     |
| ------------------- | ------------------- | ---------- |
| Larderello          | 545                 | in Betrieb |

## Kernkraftwerke
Mit Stand Juli 2023 werden in Italien keine Kernkraftwerke mehr betrieben; vier Reaktorblöcke mit einer installierten Nettoleistung von 1423 MW wurden bereits endgültig stillgelegt. Der erste kommerziell genutzte Reaktorblock ging 1964 in Betrieb.
Nach der Nuklearkatastrophe von Tschernobyl 1986 gab es am 8. und 9. November 1987 eine Volksabstimmung, bei der drei Fragen die Kernenergie betrafen; es sprachen sich mehr als 80 Prozent gegen die weitere Nutzung der Kernenergie aus. Nach der Nuklearkatastrophe von Fukushima gab es am 12. und 13. Juni 2011 eine Volksabstimmung (siehe Referendum in Italien 2011), bei der die dritte Frage den Wiedereinstieg in die Nutzung der Kernenergie betraf; bei einer Wahlbeteiligung von ca. 54 Prozent sprachen sich mehr als 94 Prozent gegen den Wiedereinstieg aus.
| Name         | Block | Reaktortyp | Modell | Status      | Netto- leistung in MWe (Design) | Brutto- leistung in MWe | Therm. Leistung in MWt | Baubeginn  | Erste Kritikalität | Erste Netzsyn- chronisation | Kommer- zieller Betrieb | Abschal- tung | Einspeisung in TWh |
| ------------ | ----- | ---------- | ------ | ----------- | ------------------------------- | ----------------------- | ---------------------- | ---------- | ------------------ | --------------------------- | ----------------------- | ------------- | ------------------ |
| Caorso       | 1     | BWR        | BWR-4  | Stillgelegt | 860 (840)                       | 882                     | 2651                   | 01.01.1970 | 31.12.1977         | 23.05.1978                  | 01.12.1981              | 01.07.1990    | 27,73              |
| Enrico Fermi | 1     | PWR        | WH 4LP | Stillgelegt | 260 (247)                       | 270                     | 870                    | 01.07.1961 | 21.06.1964         | 22.10.1964                  | 01.01.1965              | 01.07.1990    | 24,31              |
| Garigliano   | 1     | BWR        | BWR-1  | Stillgelegt | 150                             | 160                     | 506                    | 01.11.1959 | 05.06.1963         | 01.01.1964                  | 01.06.1964              | 01.03.1982    | 12,25              |
| Latina       | 1     | GCR        | MAGNOX | Stillgelegt | 153 (200)                       | 160                     | 660                    | 01.11.1958 | 27.12.1962         | 12.05.1963                  | 01.01.1964              | 01.12.1987    | 25,49              |

1. ↑  BWR-4 (Mark 2)
2. ↑  Der Reaktor wurde am 25. Oktober 1986 heruntergefahren und danach nicht mehr in Betrieb genommen (Siehe Artikel zum KKW Caorso).
3. ↑  Der Reaktor wurde 1987 heruntergefahren und danach nicht mehr in Betrieb genommen (Siehe Artikel zum KKW Enrico Fermi).
4. ↑  Der IAEA wurden für den Block 1 des KKW Enrico Fermi für die Jahre 1964 bis 1969 keine Daten bzgl. der Jahreserzeugung geliefert.
5. ↑  Der Reaktor wurde 1978 heruntergefahren und danach nicht mehr in Betrieb genommen (Siehe Artikel zum KKW Garigliano).
6. ↑  Der IAEA wurden für den Block 1 des KKW Garigliano für die Jahre 1964 bis 1970 keine Daten bzgl. der Jahreserzeugung geliefert.
7. ↑  Der Reaktor wurde 1986 heruntergefahren und danach nicht mehr in Betrieb genommen (Siehe Artikel zum KKW Latina).
8. ↑  Der IAEA wurden für den Block 1 des KKW Latina für die Jahre 1963 bis 1969 keine Daten bzgl. der Jahreserzeugung geliefert.

## Wärmekraftwerke
| Name                           | Block    | Inst. Leistung (MW) | Typ / Brennstoff | Status     | Anmerkung                                                        |
| ------------------------------ | -------- | ------------------- | ---------------- | ---------- | ---------------------------------------------------------------- |
| Alessandro Volta               | 1 bis 12 | 3600                | GuD / Erdgas     | in Betrieb | 4 × 660 MW; 4 × 128 MW; 4 × 114 MW                               |
| Aprilia                        | 1        | 0800                | GuD / Erdgas     | in Betrieb | 2 × 265 MW; 1 × 270 MW                                           |
| Bertonico-Turano Lodigiano     | 1        | 0800                | GuD / Erdgas     | in Betrieb | 2 × 265 MW; 1 × 270 MW                                           |
| Brindisi (A2A) (Brindisi Nord) |          | 1185                | Erdgas           | in Betrieb |                                                                  |
| Brindisi (EniPower)            |          | 1321                | Erdgas           | in Betrieb |                                                                  |
| Cassano d’Adda                 | 1        | 0760                | GuD / Erdgas     | in Betrieb | 1 × 760 MW                                                       |
| Chivasso                       | 1 bis 2  | 1177                | GuD / Erdgas     | in Betrieb | Block 1: 2 × 250 MW, 1 × 294 MW; Block 2: 1 × 250 MW, 1 × 135 MW |
| Federico II (Brindisi Süd)     | 1 bis 4  | 2640                | Kohle            | in Betrieb | 4 × 660 MW                                                       |
| Ferrara                        |          | 0840                | Erdgas           | in Betrieb |                                                                  |
| Ferrera Erbognone              |          | 1030                | Erdgas           | in Betrieb |                                                                  |
| Fiume Santo                    |          | 1040                | Kohle            | in Betrieb |                                                                  |
| Fusina                         |          | 0960                | Kohle            | in Betrieb |                                                                  |
| Gissi                          |          | 0840                | Erdgas           | in Betrieb |                                                                  |
| La Casella                     |          | 1504                | Erdgas           | in Betrieb |                                                                  |
| La Spezia „Eugenio Montale“    |          | 1280                | Erdgas/Kohle     | in Betrieb |                                                                  |
| Livorno Ferraris               |          | 0800                | Erdgas           | in Betrieb |                                                                  |
| Modugno                        | 1        | 0800                | GuD / Erdgas     | in Betrieb | 2 × 255 MW; 1 × 250 MW                                           |
| Monfalcone                     |          | 0976                | Schweröl/Kohle   | in Betrieb |                                                                  |
| Ostiglia                       |          | 1482                | Erdgas           | in Betrieb |                                                                  |
| Piacenza                       |          | 0855                | Erdgas           | in Betrieb |                                                                  |
| Ravenna                        |          | 0972                | Erdgas           | in Betrieb |                                                                  |
| Rizziconi                      | 1 bis 2  | 0760                | GuD / Erdgas     | in Betrieb | 2 × 380 MW                                                       |
| Rossano                        |          | 1976                | Erdgas           | in Betrieb |                                                                  |
| Scandale                       |          | 0817                | Erdgas           | in Betrieb |                                                                  |
| Sermide                        |          | 1140                | Erdgas           | in Betrieb |                                                                  |
| Simeri Crichi                  |          | 0857                | Erdgas           | in Betrieb |                                                                  |
| Sparanise                      | 1 bis 2  | 0760                | GuD / Erdgas     | in Betrieb | 2 × 380 MW                                                       |
| Sulcis „Grazia Deledda“        |          | 0534                | Kohle            | in Betrieb |                                                                  |
| Tavazzano                      |          | 1740                | Erdgas           | in Betrieb |                                                                  |
| Termoli                        | 1        | 0770                | GuD / Erdgas     | in Betrieb | 3 × 255 MW                                                       |
| Torrevaldaliga Nord            | 2 bis 4  | 1980                | Kohle            | in Betrieb | 3 × 660 MW                                                       |
| Torrevaldaliga Süd             | 2 bis 3  | 1200                | GuD / Erdgas     | in Betrieb | 1 × 800 MW; 1 × 400 MW                                           |
| Turbigo                        | 2 und 4  | 1285                | GuD / Erdgas     | in Betrieb | 1 × 855 MW; 1 × 430 MW                                           |
| Vado Ligure                    | 1        | 0800                | GuD / Erdgas     | in Betrieb | 1 × 800 MW                                                       |

## Wasserkraftwerke
In Italien gibt es zahlreiche Wasserkraftwerke. In der Tabelle sind die nach installierter Leistung 10 größten Wasserkraftwerke aufgeführt.
| Name des Kraftwerks | Inst. Leistung (MW) | Fluss bzw. Oberbecken               | Region            | Status     |
| ------------------- | ------------------- | ----------------------------------- | ----------------- | ---------- |
| Anapo               | 500                 |                                     | Sizilien          | in Betrieb |
| Cimarosa-Presenzano | 1.000               |                                     | Kampanien         | in Betrieb |
| Cimego              | 229                 | Chiese                              | Trentino-Südtirol | in Betrieb |
| Edolo               | 1.000               | Lago Avio, Lago Benedetto           | Lombardei         | in Betrieb |
| Entracque           | 1.318               | Lago del Chiotas, Lago della Rovina | Piemont           | in Betrieb |
| Kardaun             | 165                 | Eisack                              | Trentino-Südtirol | in Betrieb |
| Roncovalgrande      | 1.016               | Lago Delio                          | Lombardei         | in Betrieb |
| San Fiorano         | 568                 | Lago d’Arno                         | Lombardei         | in Betrieb |
| San Floriano        | 135                 | Avisio, Stramentizzo-Stausee        | Trentino-Südtirol | in Betrieb |
| Santa Massenza      | 390                 | Sarca, Lago di Molveno              | Trentino-Südtirol | in Betrieb |

1. 1 2 3 4 5 6  Es handelt sich um ein Pumpspeicherkraftwerk.

## Windkraftanlagen
Ende 2022 waren in Italien Windkraftanlagen (WKA) mit einer installierten Leistung von 11.780 MW in Betrieb.
| Name des Windparks   | Inst. Leistung (MW) | Anzahl | Status                                                   |
| -------------------- | ------------------- | ------ | -------------------------------------------------------- |
| Agrigento            | 139,3               | 164    | in Betrieb                                               |
| Bisaccia             | 99,4                | 102    | in Betrieb                                               |
| Sant’Agata di Puglia | 164,45              | 130    | in Betrieb                                               |
| Taranto (offshore)   | 30                  | 10     | in Betrieb (Bau ab 2019, Inbetriebnahme Anfang Mai 2022) |
| Troia                | 263,8               | 124    | in Betrieb                                               |
| Ulassai              | 132                 | 66     | in Betrieb                                               |